# Аттика (периферія)
Периферія Аттика (грец. Αττική) — це адміністративний регіон Греції, що включає у себе усю метрополійну територію Афін, столиці Греції. Регіон має більші межі, ніж Префектура Аттики, що існувала до нього, та включає у себе більше територію, ніж історичний регіон Аттика.

## Загальний опис
Регіон розташовано на сході Центральної Греції (континентальна частина межує з одноіменною периферією), загальна площа складає 3808 км². Крім Афін включає в себе міста Пірей, Елефсін, Мегара, Лавріон та Марафон, а також малу частину півострова Пелопоннес. Також до складу регіону входять острови Саламін, Егіна, Порос, Ідра, Спеце, Кітера та Антикітера. В регіоні проживає понад 3,75 млн. осіб, 95% з яких є мешканцями метрополійної території Афін.

## Адміністративний устрій
Регіон Аттика було створено у 1987 році після адміністративної реформи. До 2010 року він складався з 4 номів: Афіни, Західна Аттика, Пірей та Східна Аттика.
Відповідно до програми «Каллікратіс» було проведено реформування адміністративного поділу з перевизначенням та розширенням регіонів. З 1 січня 2011 року периферія є місцевою адміністрацією другого рівня. На початку спостерігачем за регіоном була "Децентралізована адміністрація Аттики", на сьогодні це орган місцевого самоврядування з владою та бюджетом, що можна порівняти з колишніми номами.
Регіно поділено на вісім підлеглих периферійні одиниці
- Західні Афіни
- Південні Афіни
- Північні Афіни
- Центральні Афіни
- Західна Аттика
- Східна Аттика
- Пірей
- Острови

## Головні громади
- Айос-Дімітріос
- Алімос або Каламакі
- Афіни
- Ахарнес
- Ая-Параскеві
- Віронас
- Галаці
- Гліфада
- Егалео
- Зографу
- Іліо
- Іліуполі
- Каллітея
- Кераціні
- Коридаллос
- Марусі або Амаруссі
- Неа-Іонія
- Неа-Смірні
- Нікея
- Палео-Фаліро
- Перістері
- Пірей
- Халандрі